# Association of European Printing Museums
Die Association of European Printing Museums (AEPM) ist ein internationaler Arbeitskreis bezüglich der Geschichte der Drucktechnik. Sitz des Vereins ist Brüssel.
Mitglieder sind Druck- und Papiermuseen, historische Druckwerkstätten, Druckkunstabteilungen in Technikmuseen und Sammler, die sich mit der Geschichte der Druckindustrie beschäftigen. Unter anderem geht es dabei um den Erhalt historischer Maschinen, Techniken und Fähigkeiten: Setzen, Holz- und Kupferstich, fotomechanische Prozesse, Methoden, Tinte auf Papier zu bringen, Veredelung und das Buchbinden. Dazu gehört auch die Ausbildung von Spezialisten in traditionellen Drucktechniken.
Der Arbeitskreis wurde als informelle Gruppe um ein Projekt mit dem Titel „Bewahrung der historischen Druckfertigkeiten“ im Februar 2003 in Grevenmacher (Luxemburg) gegründet; zunächst mit dem Ziel, die Zusammenarbeit Europäischer Druckmuseen anzuregen und die Geschichte der Druckkunst als einen wichtigen Teil europäischer Kulturgeschichte zu etablieren. Ab September 2012 öffnete sich der AEPM für Werkstätten und aktive Sammler im Bereich der Druckgeschichte. Im Februar 2014 konstituierte sich der AEPM formell als ein gemeinnütziger Verein, der in Brüssel unter belgischem Recht registriert ist.
Aus Deutschland sind unter anderem das Deutsche Museum München, das Deutsche Technikmuseum Berlin, das Museum für Druckkunst Leipzig und das Gutenberg Museum Mainz Mitglieder.
Seit 2006 richtet der AEPM Tagungen aus, ab 2014 jährlich.